# Wyrsch
Wyrsch bzw. Würsch ist ein Schweizer Familienname.

## Herkunft und Bedeutung
Wyrsch ist ein altes Landleutegeschlecht in Unterwalden, das seit dem späten Mittelalter in Nidwalden in den Quellen erscheint. Im Gegensatz zu den Landleuten hatten die Wyrsch als alte Landleute das gemeinsame Landrecht in ganz Unterwalden (Ob- und Nidwalden) und waren berechtigt, in beiden Tälern an der Landsgemeinde teilzunehmen. Die Wyrsch stammten aus Emmetten und verbreiteten sich bereits im späten Mittelalter in Nidwalden. Ältester bekannter Vertreter ist Nikolaus, der 1366 als Zeuge auftrat. 1399 kaufte Johann Fischenzen in Stansstad. Im Ringgenberger Handel (1380–1381) erlangten die Wyrsch Einfluss.

### Spaltung der Emmetter und Buochser Linie
Im 16. Jahrhundert spaltete sich von der Emmetter eine Buochser Linie ab. Vertreter der Buochser Linie amtierten als Ratsherren, Richter und Dorfvögte und stiegen ins Patriziat auf, der Familienzweig wurde zu einem der führenden Nidwaldner Geschlechter. Vom 18. Jahrhundert an stellte er auch Ärzte (u. a. Jakob und sein gleichnamiger Sohn) Vertreter gewerbliche Berufe, Kaufleute sowie Künstler (u. a. Johann Melchior). Die Vertreter der Emmetter Linie erhielten auch ein Ürterecht in Beckenried. Bis ins 20. Jahrhundert lebten die meisten Angehörigen der Emmetter und Beckenrieder Linie von der Landwirtschaft. In der Neuzeit setzte sich für die Buochser Linie vorwiegend die Schreibweise «Wyrsch», für die Emmetter und Beckenrieder Linie die Schreibweise «Würsch» durch.

### Erste Erwähnungen in Nidwalden
- 1366: Nikolaus Würsch amtet als Zeuge (Urkunde vom 14. März 1366, StA SZ).
- 1399: Johann Würsch kauft Fischenzen in Stansstad (Urkunde vom 16. Mai 1399, StA NW).
- 1454: Heinrich Würsch steuert für seinen Besitz in der Loren (Buochser Steuerrodel vom 16. September 1454, StA NW: KA Buochs C 1/186).

### Vertretung im National und Ständerat
Melchior, Alois und Alfred Wyrsch vertraten Nidwalden im Nationalrat; Jakob Konstantin Wyrsch, der sich auch um die Geschichtsforschung im Halbkanton verdient machte, war Ständerat.

## Namensträger

### Wyrsch
- Alfred Wyrsch (1872–1924), Schweizer Jurist und Politiker (Katholisch-Konservative/Schweizerische Konservative Volkspartei)
- Alois Wyrsch (1825–1888), Schweizer Politiker
- Charles Wyrsch (1920–2019), Schweizer Maler
- Daniel Wyrsch (* 1963), Schweizer Politiker (SP)
- Franz Anton Wyrsch (1737–1814), Schweizer Politiker
- Gertrud Guyer-Wyrsch (1920–2013), Schweizer Künstlerin
- Jakob Wyrsch (Politiker, 1842) (1842–1933), Schweizer Politiker
- Jakob Wyrsch (Politiker, 1862) (1862–1926), Schweizer Politiker
- Jakob Wyrsch (Mediziner) (1892–1980), Schweizer Psychiater und Schriftsteller
- Johann Melchior Wyrsch (1732–1798), Schweizer Porträtmaler
- Josef Suter-Wyrsch (1890–1975), Schweizer Politiker (Katholisch-Konservative)
- Josef Wyrsch (1902–1962), Schweizer Politiker
- Joseph Maria Wyrsch (1851–1905), Schweizer Politiker
- Louis Wyrsch (Franz Alois Wyrsch; 1793–1858), Schweizer Politiker und Militärkommandant
- Louis Wyrsch, 1825–1888 (1825–1888), Schweizer Politiker
- Martin Wyrsch (1790–1871), Schweizer Politiker
- Melchior Wyrsch (Politiker, 1777–1842) (1777–1842), Schweizer Politiker
- Melchior Wyrsch (Politiker) (1817–1873), Schweizer Politiker
- Peter Beat Wyrsch (* 1946), Schweizer Theaterregisseur und Intendant
- Philipp Wyrsch (* 1959), Künstler
- Richard Wyrsch (1952–2019), Schweizer Politiker, Regierungsrat Schwyz

### Würsch
- Adolf Würsch (1913–1992), Schweizer Politiker (CVP)
- Franz Xaveri Würsch (1743–1818), Schweizer Politiker
- Karl Würsch (1827–1908), Schweizer Politiker
- Matthias Würsch (* 1965), Schweizer Schlagwerker
- Otto Würsch (1908–1962), Schweizer Musiker, Komponist und Dirigent